# Bossiaea oxyclada
Bossiaea oxyclada är en ärtväxtart som beskrevs av Porphir Kiril Nicolai Stepanowitsch Turczaninow. Bossiaea oxyclada ingår i släktet Bossiaea och familjen ärtväxter. IUCN kategoriserar arten globalt som sårbar. Inga underarter finns listade i Catalogue of Life.